# Blåskärs kaset
Blåskärs kaset är öar i Finland. De ligger i Skärgårdshavet och i kommunen Pargas i landskapet Egentliga Finland, i den sydvästra delen av landet. Öarna ligger omkring 69 kilometer sydväst om Åbo och omkring 210 kilometer väster om Helsingfors.
Arean för den av öarna koordinaterna pekar på är 0,4 hektar och dess största längd är 100 meter i sydväst-nordöstlig riktning. Närmaste större samhälle är Korpo, 19,5 km öster om Blåskärs kaset. Båken ”Blåskär” står på den största ön.
Inlandsklimat råder i trakten. Årsmedeltemperaturen i trakten är 6 °C. Den varmaste månaden är augusti, då medeltemperaturen är 16 °C, och den kallaste är februari, med −3 °C.